# Agapetus membrosus
Agapetus membrosus is een schietmot uit de familie Glossosomatidae. De soort komt voor in het Oriëntaals gebied.